# Нэчжа покоряет морского дракона
«Нэчжа покоряет морского дракона» (кит. трад. 哪吒鬧海, упр. 哪吒闹海, пиньинь Né zhā nào hǎi, палл. Нэ чжа нао хай) — анимационный фильм 1979 года производства КНР. Стал первым полнометражным китайским анимационным фильмом после «Культурной революции». Участвовал в программе Каннского кинофестиваля 1980 года.

## Сюжет
Сюжет мультфильма — адаптация мифологического сюжета, воспроизведённого также в «Фэншэн яньи», повествующего о герое популярных китайских верований и персонаже даосского и буддийского пантеонов Нэчжа, также известном как Третий принц лотоса. Фильм повествует о рождении Нэчжа в семье генерала, точнее его появлении из цветка лотоса. При рождении в фильме Нэчжа появляется не младенцем, но уже сформировавшимся ребёнком, наподобие Мальчика-с-пальчик. Один из лепестков лотоса превращается в его одежду. Затем генерала навещает бессмертный Тай И, благодаря встрече с которым Нэчжа становится ростом с обычного семилетнего ребёнка и обретает кольцо Вселенной и небесный шёлк.
Завязка сюжета состоит в том, что Нэчжа спасает детей, играющих у моря, от подданного Дракона — повелителя Восточного моря. Тот жалуется повелителю, и он отправляет своего третьего сына разобраться с наглым ребёнком. Нэчжа побеждает и его. Дракон жалуется на Нэчжа его отцу и Нефритовому императору. Отец отбирает у Нэчжа кольцо и шёлковый шарф, а посланники Нефритового императора говорят, что его семью оставят в покое, если Нэчжа убьёт себя мечом. Нэчжа вынужден подчиниться.
Затем, благодаря бессмертному Тай И, он перерождается в цветке лотоса, уже как Третий принц лотоса, получая способность «растраиваться», так что в бою у него три пары рук и ног. От него же он получает колёса огненного ветра и копьё с огненным наконечником. После этого Нэчжа возвращается на дно Восточного моря и побеждает сначала армию морского Дракона, а затем и его самого.
Сюжет адаптирован для мультфильма, так что слишком острые углы оригинального сюжета сглажены. Так, Нэчжа убил и подданного морского дракона, и его сына, а у него самого оборвал чешую, когда тот собирался пожаловаться Нефритовому императору. Строго говоря, он сам повинен в произошедшем. Также в оригинальном сюжете он уже родился с кольцом и шарфом, и от плоти, а не из лотоса.

## Особенности мультфильма
Мультфильм стал первой полнометражной работой Шанхайской студии кино и искусств после культурной революции, так что он воспроизводил стиль анимации, развитый в «Переполохе в Небесных чертогах». По сравнению с ним передние и задние планы стали значительно более размытыми. Тем не менее в некоторых кадрах они очень похожи на работу сунского художника Ван Симэна «Тысячи ли рек и гор» (千里江山图 цяньли дзяншань ту), в первую очередь цветовой гаммой. Цветовые решения в мультфильме местами экспериментальные. Рисовка фонов отличается «упрощённостью» пейзажа, к ней добавляется и явно банальное ухудшение качества фонов. Это можно понять, учитывая что в прошедшее между работами десятилетие студия практически ничего не производила.
«Переполох в Небесных чертогах» содержал сцены, копирующие представление пекинской оперы, а «Нэчжа» содержит явные отсылки к цирковым представлениям. Юный Нэчжа показывает чудеса акробатики и гимнастики, что, вместе с музыкальным сопровождением, очень похоже на представление китайского цирка. Учитывая то, что акробатические номера там выполняют гуттаперчевые мальчики 12-23 лет очень вероятно, что это такая же отсылка к традиционному искусству, как в «Переполохе» — к Пекинской опере. Играя со своим кольцом, Нэчжа, будучи нарисованным без ярко выраженных половых признаков (иначе говоря, в первых сценах он может прекрасно сойти за девочку), повторяет трюк с блюдцами; в цирке его всегда показывают именно актёры-девушки. Блюдце, удерживаемое на трости, символизирует небо, а кольцо Нэчжа — всю Вселенную (небеса и землю).

### Персонажи
Нэчжа традиционно изображается вечным мальчиком. Есть два изображения Нэчжа — человека и перерождённого Третьего принца лотоса. Оба изображения в мультфильме похожи на традиционные — особенно второе, обожествлённое. Изображение Нэчжа и артефакты, традиционно приписываемые ему (風火輪 — колеса огненного ветра, 乾坤圈 — кольцо Вселенной, 浑天绫, 火尖槍 — копьё с огненным наконечником), соответствуют иконографическим. Значение этих артефактов — вопрос дискуссионный, но все они используются им как оружие. В перерождённом варианте он иногда рисуется с тремя головами и шестью руками, в финальной битве с драконом он выглядит именно так. В «Переполохе в Небесных чертогах» он так же «раскладывается» во время битвы. Появившееся в мультфильме изображение Нэчжа стало широко известным и узнаваемым, именно на его основе были сделаны более поздние обработки, например, для китайских видеоигр.
Бессмертный Тай И (太乙真人), как описано в начале эпоса «Фэншень яньи» — инкарнация первого императора династии Шан — Чэн Тана. В иконографии он изображается всегда с кистью, шапке в форме лотоса и с чашей в левой руке. Так же он чаще всего сидит на льве. В мультфильме у него есть тыква-горлянка, кисть и летает он то на журавле, то на облаке — пример совмещения буддийской и даосской иконографии. В целом образы совпадают, так как в иконографии так же встречаются различные варианты — в основном они касаются цвета одежды и волос, черт лица, но не причёски и деталей костюма. Сопутствующие предметы так же всегда одни и те же. В мультфильме либо допущена ошибка, либо нарочно использован более узнаваемый символ бессмертного — тыква-горлянка.